# 中村克郎
中村 克郎（なかむら かつろう、1925年3月31日 - 2012年1月22日）は日本戦没学生記念会「わだつみ会」元理事長。産婦人科医師。

## 人物
山梨県で産婦人科を営む傍ら、太平洋戦争の学徒出陣に集い、その後戦死などをした学生の手記・随筆をまとめた文学作品「きけ わだつみのこえ」の著者の一人。同書は1949年出版後、増刷、映画化された。
その後「わだつみ会」の理事長に就任。太平洋戦争の恐ろしさと平和への尊さ・大切さを広く全国にPRする啓蒙活動を行った。2008年、「きけ わだつみのうた」の編纂・執筆に際して集めた戦争関係の資料を展示する史料・図書館である「わだつみ平和文庫」を設立。
2012年1月22日、肺炎のために逝去。86歳歿。

## 脚註
1. ↑  『現代物故者事典2012～2014』（日外アソシエーツ、2015年）p.424
2. ↑  中村克郎氏死去…「きけ　わだつみのこえ」編集 本よみうり堂 読売新聞 2012年1月23日閲覧